# Zur Unbefleckten Empfängnis Mariens (Hundszell)

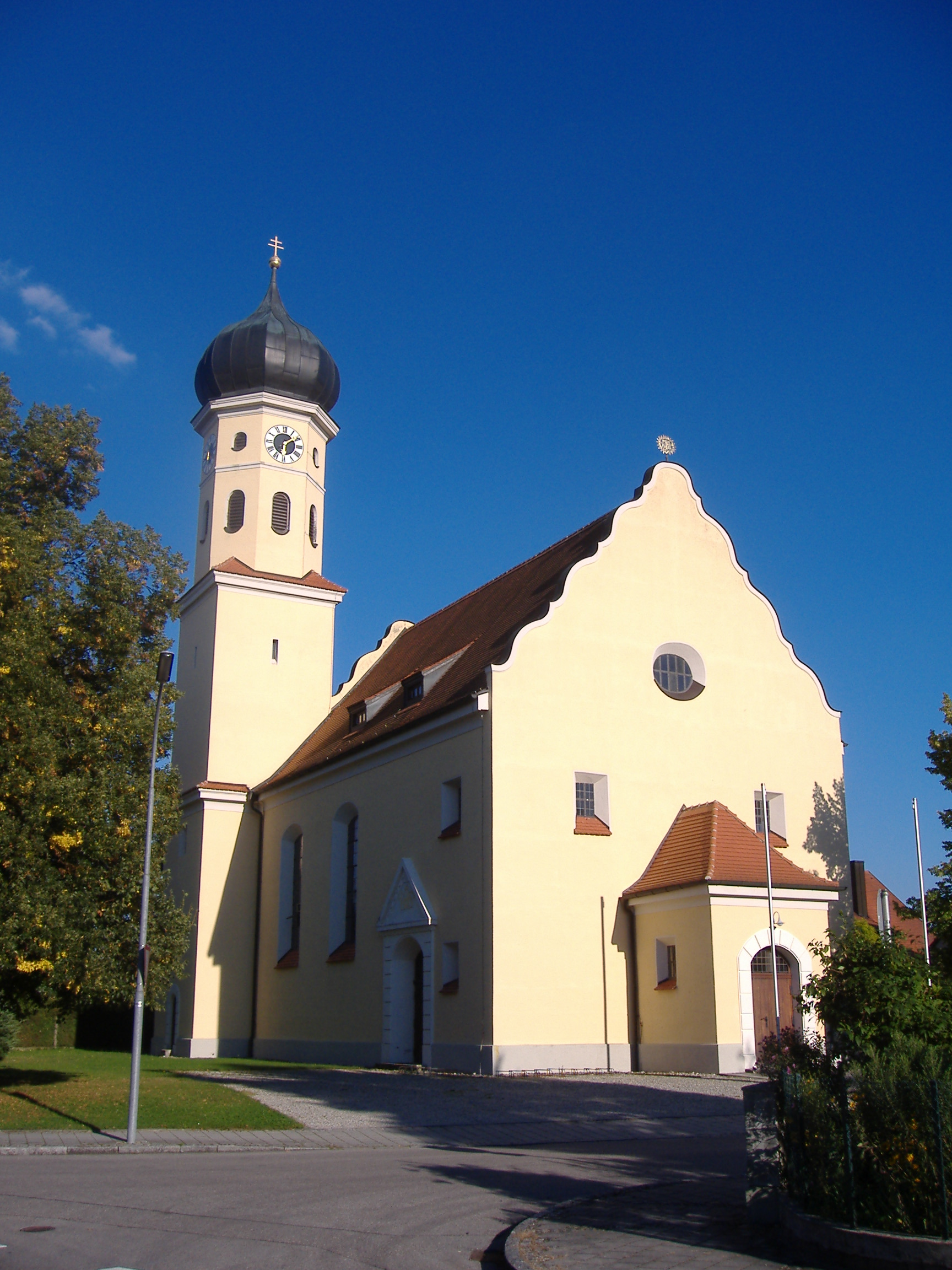
Ansicht gegen Südosten. Aufnahme 2007.

Die Filialkirche Zur Unbefleckten Empfängnis Mariens ist ein römisch-katholischer Sakralbau in Hundszell, einem Stadtteil und Unterbezirk der kreisfreien Stadt Ingolstadt. Die Kirche wurde 1912 bis 1914 nach Plänen von Anton Bachmann im barockisierenden Heimatstil erbaut.

## Baugeschichte
Hundszell, das älteste der so genannten „Audörfer“ im Süden Ingolstadts, war im Frühmittelalter der mutmaßliche Standort einer Missionskirche. Ostermaier nimmt an, dass zumindest um 1240 eine Kirche bestanden habe, die zum Schloss des erloschenen Geschlechts der Hundsberger gehört habe und dem Heiligen Rupertus geweiht gewesen sei, der sich noch heute besonderer Verehrung in der Gegend erfreut. Allerdings wurden bislang sowohl vom Schloss als auch von der Kirche keine Reste gefunden.
Seit 1407/08 war das nunmehr zur Stadt gehörige Hundszell seelsorgerisch der Ingolstädter Münsterpfarrei zugeordnet, während die Bestattungen auf dem Friedhof der Salvatorkirche im benachbarten Unsernherrn stattfanden. Möglicherweise bereits 1893, spätestens aber 1894 wurde ein Kirchenbauverein Hundszell gegründet mit dem Ziel, in Hundszell eine Filialkirche zu erbauen. Noch im gleichen Jahr übereignete das Ehepaar Massenhauser das Grundstück mit der Flur-Nr. 1477 und einer Größe von 0,968 ha der Kirchenstiftung Unsernherrn, damit es zu gegebener Zeit einer Filialkirchenstiftung Hundszell als Bauplatz für eine neue Kirche übereignet werden kann. Der Baubeginn verzögerte sich aber noch mehrere Jahre, da die Finanzierung des Kirchenbaus nicht gesichert war. Schließlich konnte am 17. März 1912 der Eichstätter Generalvikar und Domdekan, Prälat Georg Triller, der Grundstein für die Kirche legen. Die Bauausführung nach Plänen des Münchener Architekten Anton Bachmann übernahm Magnus Wieser aus Kelheim, die Bauleitung unterlag Bezirksbaumeister Knab. Am 1. August 1914 begann der Erste Weltkrieg. Dieses Ereignis hatte natürlich auch Folgen für den Kirchenbau in Hundszell. Finanzielle Probleme und Lieferschwierigkeiten der Handwerker führten dazu, dass der Innenausbau der Kirche nur teilweise fertiggestellt werden konnte. Mit Schreiben vom 30. September 1914 bat Pfarrer Schröder beim Bischöflichen Ordinariat um die Vollmacht zur Benediction der neuen Kirche. Die Feier sollte wegen des Krieges möglichst einfach gehalten werden und auf Wunsch der Filialgemeinde am Kirchweihmontag stattfinden. Am 1. Oktober 1914 erteilte das Bischöfliche Ordinariat die erbetene Erlaubnis und am 19. Oktober 1914, dem Kirchweihmontag des Jahres 1914, wurde die neue Kirche von Dekan Schröder benediziert. Die Einweihung selbst muss aufgrund des Krieges und der anschließenden schwierigen Zeit auf später verschoben werden. Erst 20 Jahre später, am 30. September 1934, erfolgte die Weihe der Marienkirche durch den jüngst ernannten Eichstätter Bischof Konrad Graf von Preysing. Ab 1953 wurde Hundszell von der neu gegründeten Pfarrgemeinde Herz-Jesu in Haunwöhr aus betreut, blieb aber offiziell Teil der Pfarrei Unsernherrn. Erst am 28. August 1967 wird die Kirchenstiftung „Maria Unbefleckte Empfängnis“ offiziell Teil der Pfarrei Herz Jesu. In den Jahren 1949, 1965 und 2002 wurde die Marienkirche außen, 1962, 1980 bis 1983 und 2003 innen restauriert.

## Architektur
Die Filialkirche liegt, umgeben von einer großzügigen Grünfläche, im Ortszentrum von Hundszell am Kreuzungspunkt der ehemaligen Hauptstraße (heute Probststraße, nach dem Initiator des Kirchenbaus Alois Probst benannt) und der Kirchstraße. Bei der Gestaltung des Außenbaus griff Anton Bachmann typische Elemente der bayerischen ländlichen Barockarchitektur auf, die im Sinne einer malerischen Wirkung kombiniert wurden. Das schlichte Langhaus wird durch dekorative Schweifgiebel und eine kleine Westvorhalle mit abgewalmtem Satteldach akzentuiert. Mit Ausnahme des Nordportals, das abweichend von Bachmanns Planung nur vereinfacht ausgeführt wurde, sind die Außenwände nahezu völlig schmucklos. An den eingezogenen Chor mit abgesetzten Strebepfeilern schließen sich im Süden die Sakristei, im Norden der Glockenturm an; seine beiden unteren, quadratischen Stockwerke bekrönt ein zweigeschoßiges Oktogon mit Zwiebelhaube. Das Innere wird durch segmentbogige Fensteröffnungen belichtet. Während das Langhaus eine flache Holzdecke abschließt, besitzt der Chor eine Stichkappentonne.

## Ausstattung
Trotz der Restaurierungen der Nachkriegszeit ist die bauzeitliche Innenausstattung nahezu vollständig erhalten, so dass sich bis heute das geschlossene Bild eines ländlichen Kirchenraums im Geiste des historisierenden Heimatstils, vermischt mit Elementen des Jugendstils, erhalten hat. Die drei bauzeitlichen Altäre und die Kanzel sind in verfremdeten Barockformen gehalten, wie sie für den Münchener Kirchenbau der Zeit, etwa in den Werken der Gebrüder Franz und Josef Rank, typisch waren. Die Gemälde der Seitenaltäre wurden 1934 von Albert Figel geschaffen. Die Orgel der Firma Bittner, Eichstätt, auf der Westempore wurde erst 1946 angeschafft, die Gestaltung des Prospekts ist aber an die Formensprache der Originalausstattung angelehnt.

## Fotos

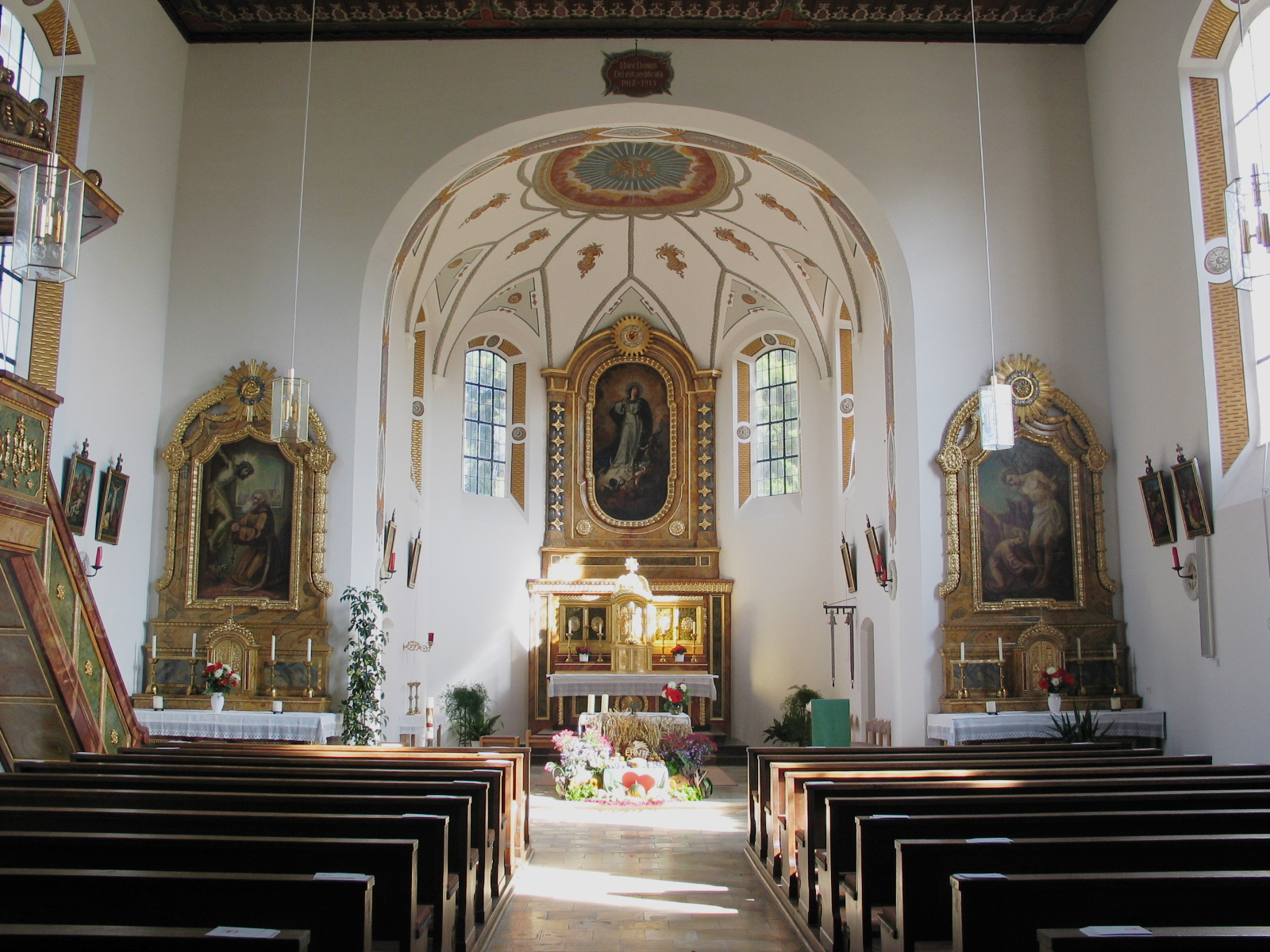
Inneres gegen Osten. Aufnahme 2004.
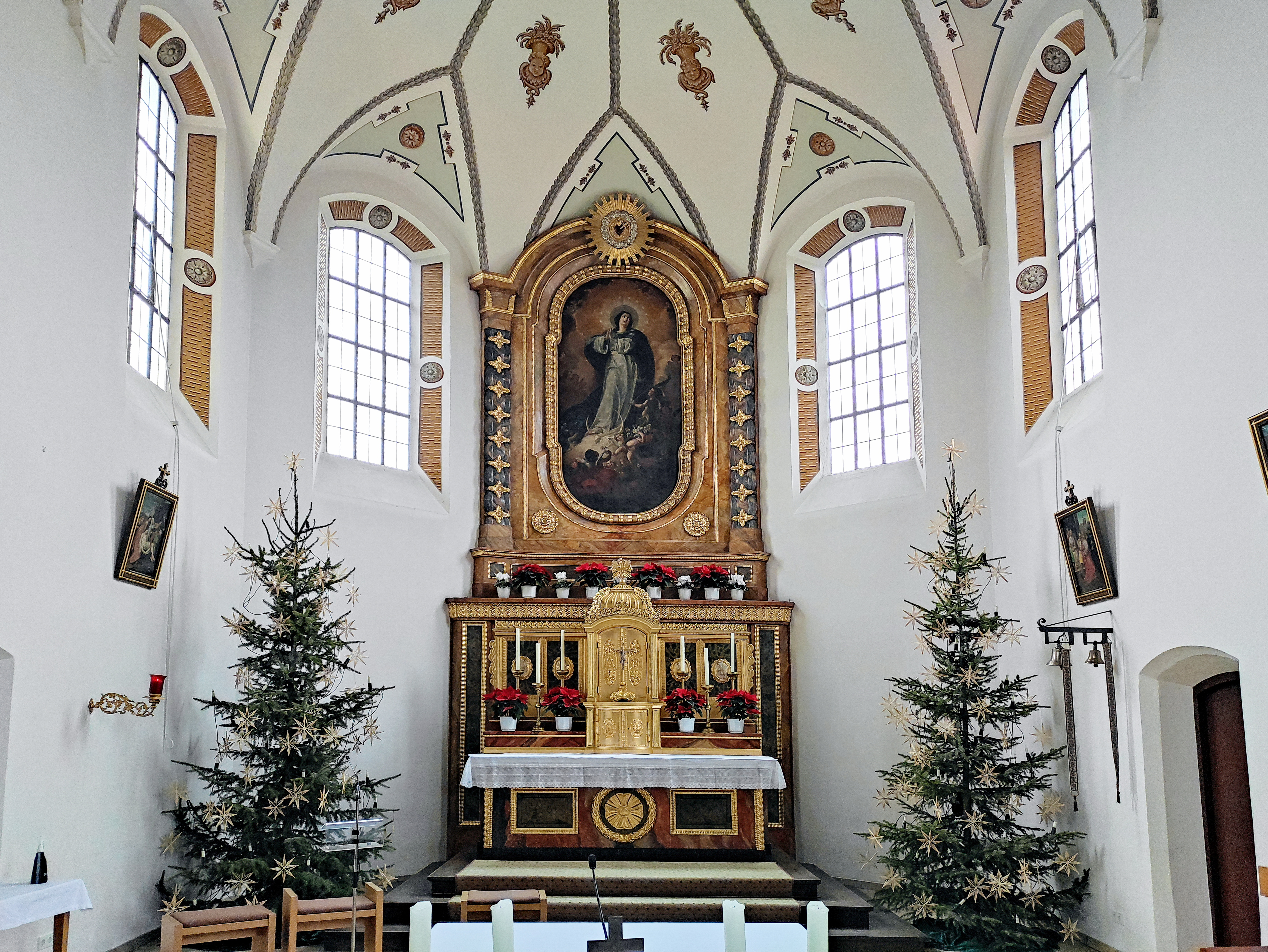
Hochaltar
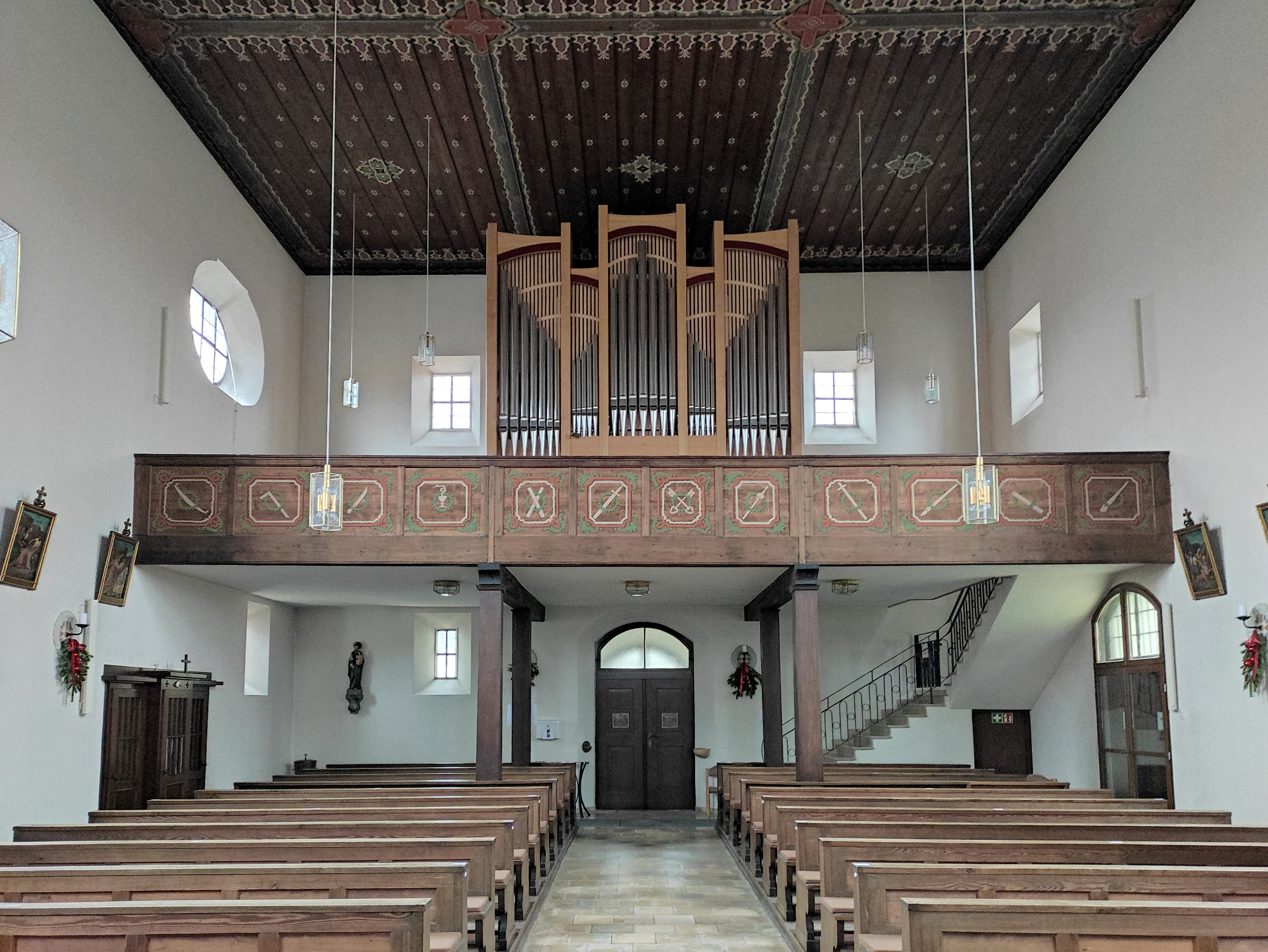
Empore
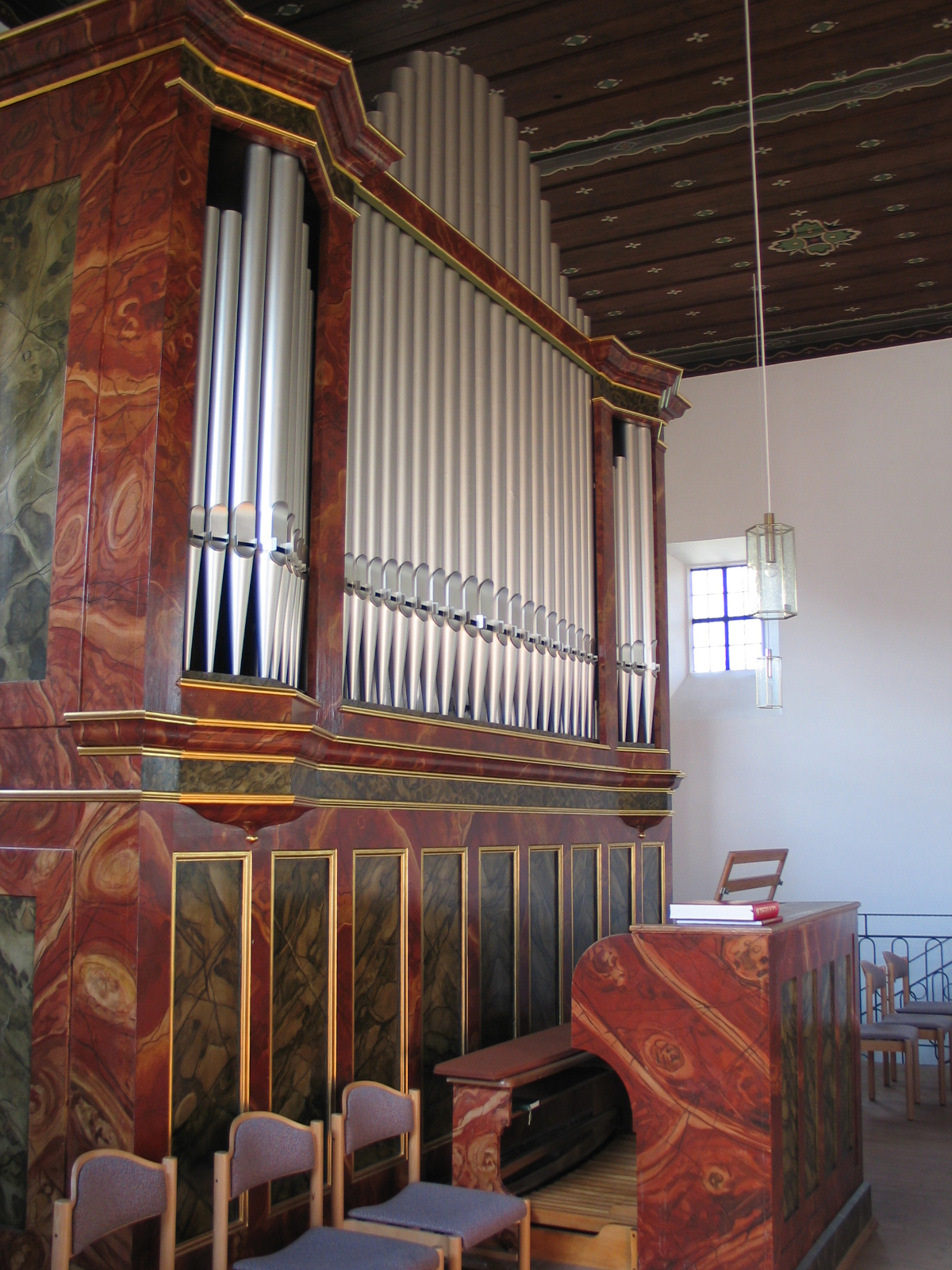
Orgel. Aufnahme 2004.